# Sara Persson
Sara Persson, född 23 juni 1980 i Danderyd, är en svensk badmintonspelare i Göteborgs Badmintonklubb. Hon representerade Sverige i OS 2008 men blev utslagen direkt i första omgången.

## Olympiska meriter

### Olympiska sommarspelen 2008
| Namn         | Gren   | 32-delsfinal                          | 16-delsfinal    | 8-delsfinal     | Kvartsfinal     | Semifinal       | Final           | Final |
| Namn         | Gren   | Resultat                              | Resultat        | Resultat        | Resultat        | Resultat        | Resultat        | Plats |
| ------------ | ------ | ------------------------------------- | --------------- | --------------- | --------------- | --------------- | --------------- | ----- |
| Sara Persson | Singel | Petya Nedelcheva (BUL) F 10–21, 10–21 | Avancerade inte | Avancerade inte | Avancerade inte | Avancerade inte | Avancerade inte | =64   |